# Chester W. Nimitz
Chester William Nimitz GCB (24 tháng 2, 1885 – ngày 20 tháng 2, 1966) là một Thủy sư đô đốc của Hải quân Hoa Kỳ Ông giữ chức Tổng Tư lệnh Hạm đội Thái Bình Dương Hoa Kỳ (CinCPac) cho lực lượng hải quân Mỹ và Tổng tư lệnh khu vực Thái Bình Dương (CinCPOA), cho Mỹ và đồng minh không quân, lục quân, hải quân và các lực lượng trên biển trong chiến tranh thế giới thứ II.
Nimitz là chỉ huy hàng đầu của Hải quân Mỹ trên tàu ngầm, cũng như trưởng của Hải quân Cục Danh mục chính trong năm 1939. Ông là Tư lệnh Hải quân từ năm 1945 cho đến năm 1947. Ông là người Mỹ cuối cùng còn sống là Thủy sư đô đốc.